# Сарапульский электрогенераторный завод
АО «Сарапульский электрогенераторный завод» — предприятие военно-промышленного комплекса, специализируется на разработке и производстве авиационного электрооборудования. Продукция предприятия поставляется на ОАО "РСК «МиГ», ОАО «Сухой», ОАО НПК «Иркут», ОАО «КнААПО», ЗАО «Авиастар-СП», ОАО «ВАСО», ОАО «Московский вертолетный завод им. М. Л. Миля», ОАО «Казанский вертолетный завод», ОАО «Улан-Удэнский авиационный завод», ОАО «Роствертол», другие авиастроительные и авиаремонтные заводы.

## История
История АО «Сарапульский электрогенераторный завод» уходит своими корнями в военные годы — в 1942 году в г. Сарапуле на строящемся заводе № 284 было организовано производство самолётных генераторов и коробок регулирования. В июне 1942 года заработали первые станки, а уже с августа, в тяжёлых условиях военного времени, рабочие и служащие завода смогли наладить производство бортовых электротехнических приборов для нужд авиации. Всего за время Великой Отечественной войны предприятием было произведено более 30 тысяч комплектов систем генерирования для пикирующих бомбардировщиков Пе-2.
С 50-х годов Сарапульский электрогенераторный завод стал специализироваться на изготовлении трёхфазных бортовых систем электроснабжения. Большой импульс развития завод получил в 60-е годы, с переводом систем электропитания самолетов на переменный ток, начиная с самолетов МиГ-23, Ту-134, Як-40. C начала 21 века предприятие является поставщиком систем энергоснабжения и светотехнических приборов внутреннего и внешнего освещения для всех типов российских самолётов и вертолётов. Другое направление производства — электрогидравлические приводы для ракетной техники и системы электропитания и стартовой автоматики для комплексов ПВО.
В 90-е годы Сарапульским электрогенераторным заводом освоены новые направления по выпуску гражданской продукции наряду с традиционными. Расширилась гамма взрывозащищенных электродвигателей, освоено изготовление электродвигателей лифтовых лебедок. В 2006—2008 годах реализован инвестиционный проект производства двигателя электроусилителя руля для автомобилей АвтоВАЗ: Lada Priora, Lada Kalina. Модернизируется и расширяется номенклатура традиционной гражданской продукции предприятия — электрокар.
Предприятие имеет официальных партнеров в Республике Беларусь(ООО «Апрель», г. Слуцк) и в Республике Казахстан(ТОО «Martuk Brothers», г. Алматы).

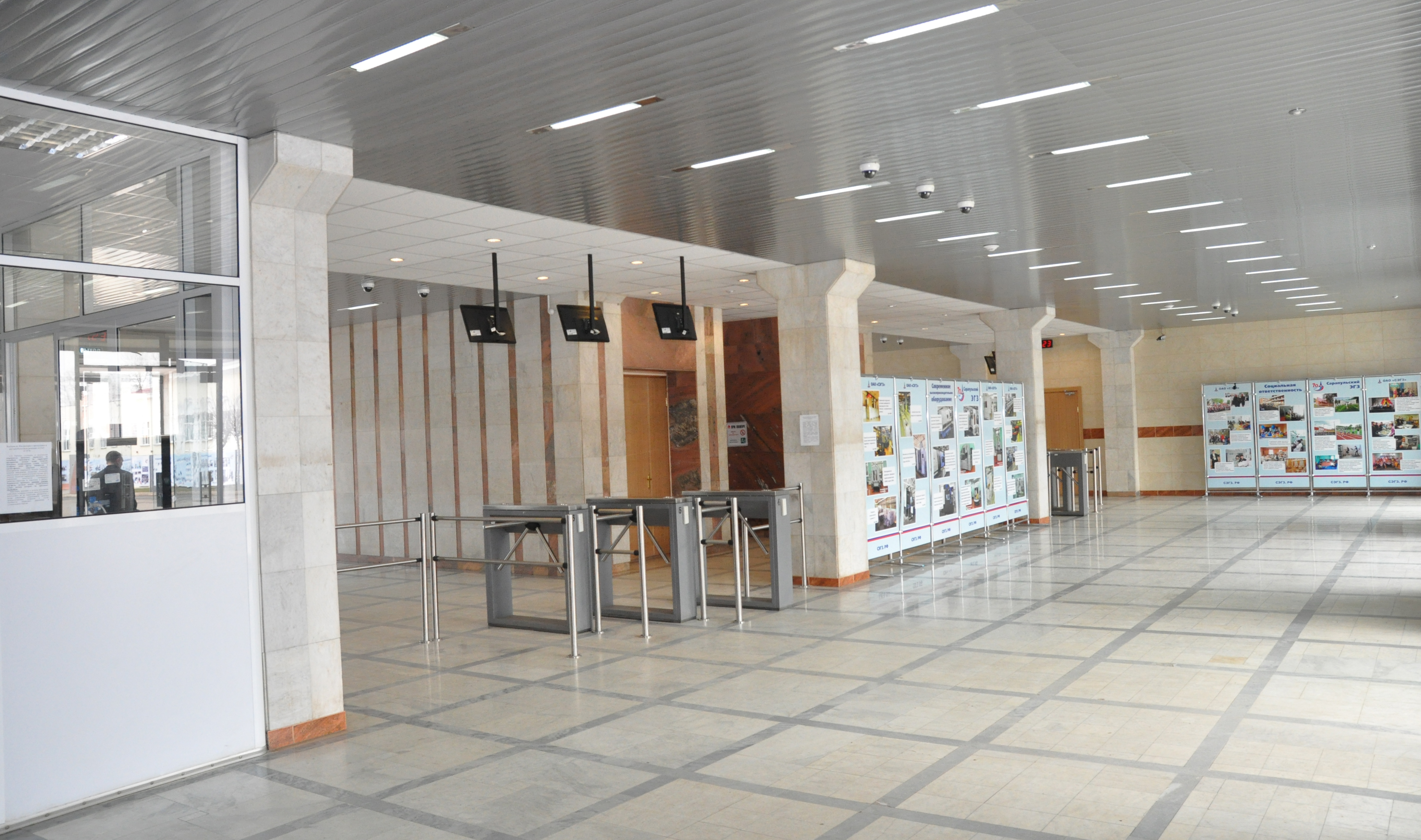
Проходная ОАО «СЭГЗ»

## Продукция
Номенклатура выпускаемой продукции включает системы генерирования, регулирования и защиты цепей электропитания, а также осветительные и светосигнальные приборы для всех типов российских самолётов и вертолётов, гидравлические и электрические приводы для ракетной техники.
Гражданскому сектору экономики предприятие предлагает промышленный электротранспорт грузоподъёмностью до 3 тонн; электродвигатели различных типов, в том числе: асинхронные взрывозащищённые, тяговые, приводов лифтовых лебёдок, а также электрооборудование для автомобилей, тестомесильные машины.

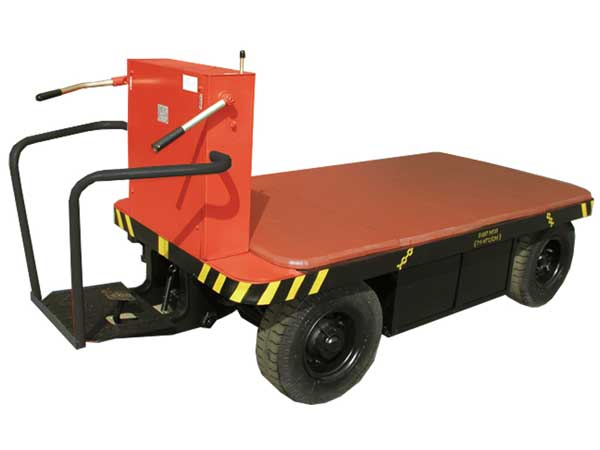
Электротележка ЭК
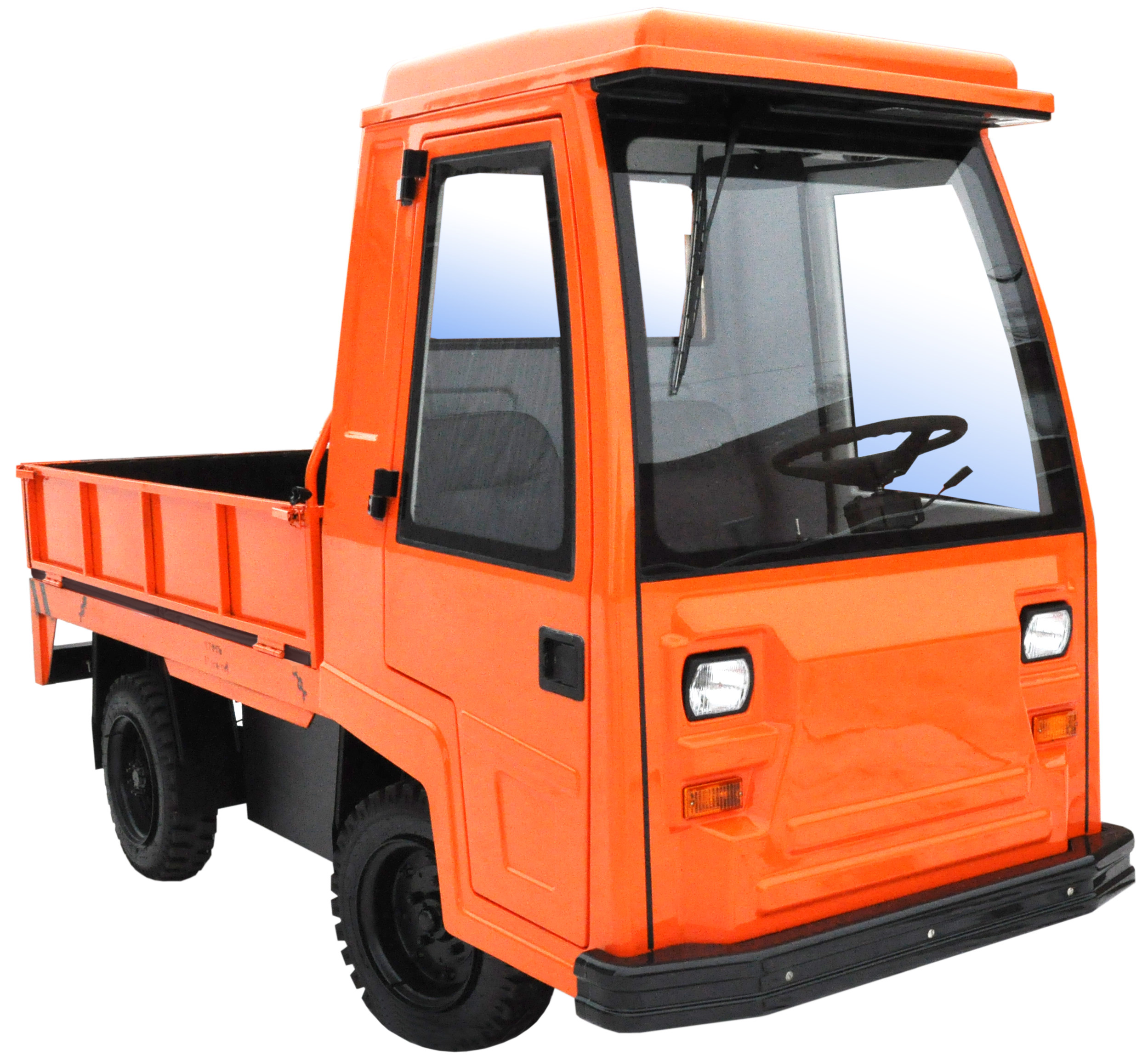
Электротележка ЕТ

## Руководители
- П. В. Фёдоров (1942—1943);
- И. Л. Петров (1943—1944);
- И. И. Чистяков (1944—1945);
- С. А. Глинкин (1945—1947);
- И. И. Девяткин (1947—1951);
- А. Н. Шекуров (1951—1955);
- Н. П. Крылов (1955—1959);
- Ю. Г. Левиатов (1959—1982);
- Е. П. Сторонкин (1982—2004);
- С. В. Мусинов (2004—2019);
- А. А. Беляев (с 2019).

## Награды предприятия и его продукции
- Почётный диплом Лучшего экспортёра Удмуртской Республики в номинации «Лучший менеджер Удмуртской Республики 2010 года в области внешнеэкономической деятельности»;[1]
- Свидетельство Лауреата Всероссийской Премии «Предприятие года 2011»;[2]
- Диплом лауреата общественной премии «Признание Удмуртии 2011»;[3]
- Диплом лауреата премии общественного признания «Люди и события 2011»;[4]
- Всероссийская награда «100 лучших предприятий и организаций России — 2011» в номинации «Лучшее предприятие авиационной отрасли».
- Диплом лауреата Федерального и победителя Регионального конкурса в области предпринимательской деятельности «Золотой Меркурий», проводимого ТПП РФ в номинации «Лучшее предприятие-экспортёр в сфере промышленного производства» по итогам 2010, 2011 г.
- Сарапульский электрогенераторный завод стал дипломантом конкурса «100 лучших товаров России» со спиральной тестомесильной машиной ТМС-60. Сарапульский тестомес получил награду в категории «продукция производственно-технического назначения».